# علي كروفورد
علي كروفورد (30 يوليو 1991 في المملكة المتحدة - ) (بالإنجليزية: Ali Crawford) هو لاعب كرة قدم بريطاني في مركز الوسط. لعب مع بونيس يونايتد وهاميلتون أكاديميكال.

## وصلات خارجية
- علي كروفورد على موقع قاعدة بيانات كرة القدم.إي يو (الإنجليزية)
- علي كروفورد على موقع Soccerbase.com (لاعب) (الإنجليزية)
- علي كروفورد على موقع Soccerway.com (الإنجليزية)
- علي كروفورد على موقع عالم كرة القدم.نت (الإنجليزية)